# HMS Achilles (1863)
La HMS Achilles fu una fregata corazzata costruita per la Royal Navy negli anni 60 dell'ottocento. 
Al completamento, nel 1864, fu assegnata alla Channel Fleet. La nave fu disarmata nel 1868 per essere riattrezzata. Quando rientrò in servizio nel 1869 fu assegnata alla Fleet Reserve come guardia della base di Portland, rimanendo lì fino al 1874. L'Achilles fu ammodernata e riattrezzata nuovamente nel 1874 e nel 1875 divenne la guardia della base di Liverpool. Due anni dopo fu riunita alla Channel Fleet, prima di essere distaccata nel Mediterraneo nel 1878. Nel 1880 la nave ritornò alla Channel Fleet, dove servì fino a quando fu disarmata nel 1885.
L'Achilles fu ricommissionata nel 1901 come nave magazzino, a Malta, con una serie di nuovi nomi. Nel 1914 fu trasferita a Chatham e nuovamente ribattezzata molte volte prima di essere radiata e venduta per la demolizione nel 1923. L'Achilles ebbe più cambi di allestimento ed armamento di qualsiasi altra nave da guerra britannica, precedente o successiva.

## Progetto e descrizione
L'Achilles fu la terza unità del programma navale del 1861 e fu progettata come una versione migliorata delle fregate corazzate classe Warrior, con una cintura corazzata completa.
La nave era lunga 115,9 m tra le perpendicolari, aveva un baglio massimo di 17,8 m e un'immersione di 8,3 m. Il dislocamento era di 9980 t. Lo scafo era suddiviso da paratie trasversali in 106 compartimenti stagni e aveva un doppio fondo. Fu progettata con un centro di gravità molo alto ed era molto rigida; così tanto che la nave rollò di solo 10 gradi durante una tempesta che le strappò l'alberetto di belvedere e le vele di gabbia. Non risultò mai molto manovrabile. L'Achilles aveva un equipaggio di 709 tra ufficiali e marinai.

### Propulsione
La nave aveva un singolo motore a vapore a due cilindri ad azione diretta, costruito dalla John Penn and Sons, che muoveva una singola elica da 24 piedi (7,3 m) di diametro. Dieci caldaie rettangolari provvedevano al vapore per il motore alla pressione di 25 psi (172 kPa). Durante le prove in mare, il 15 marzo 1865, l'Achilles ebbe una velocità massima di 14,3 nodi alla potenza di 4267 kW. La nave poteva trasportare 760 t di carbone, abbastanza per poter percorrere 1800 miglia nautiche a 6,5 nodi.
L'Achilles fu costruita con un armo a nave, con quattro alberi, chiamati di prua, di trinchetto, di maestra e di mezzana. Fu l'unica nave da guerra britannica ad avere quattro alberi. La superficie velica era di 4088 m2, escludendo i coltellacci, la più estesa mai avuta su di una nave da guerra britannica. Le sue prestazioni furono insoddisfacenti in andature a risalire il vento; il bompresso e l'albero di prua furono quindi rimossi nel giugno 1865 per cercare di correggere il problema. In questa configurazione però la nave aveva una tendenza orziera eccessiva, quindi nel luglio 1866 il bompresso fu rimontato e l'albero di trinchetto fu spostato più a prua di 25 piedi (7,6 m). Questo ridusse la superficie velica a 2799 m2. Nel 1877 l'Achilles fu riarmata come brigantino a palo.
Entrambi i fumaioli erano retrattili per ridurre la resistenza durante la navigazione a vela.

### Armamento
L'armamento pensato per l'Achilles cambiò non meno di cinque volte prima che fosse definitivamente montato. Ricevette quattro cannoni rigati a retrocarica da 110 libbre sul ponte superiore, due dei quali servivano anche come cannoni di caccia, e 16 cannoni ad anima liscia Somerset ad avancarica da 100 libbre, otto su ogni lato del ponte principale. I cannoni a retrocarica erano un nuovo modello della Armstrong e si sperava molto in questo nuovo prodotto. Prove di tiro svolte nel settembre 1861 contro bersagli corazzati provarono però che un proietto da 110 libbre del cannone a retrocarica era peggiore per penetrazione della corazzatura ad un proietto da 68 libbre per cannone ad anima liscia. Ripetuti incidenti di esplosioni di cannoni a retrocarica durante la Campagna di Shimonoseki e il bombardamento di Kagoshima nel 1863–64 portò la Royal Navy a ritirarli dal servizio. Nel 1865 furono aggiunti sei cannoni ad anima liscia da 68 libbre, tre su ogni lato del ponte principale, anche se non fu completamente riattrezzata fino al raddobbo del 1868.
Dati dettagliati sul cannone Somerset non sono disponibili, ma la palla del cannone aveva un calibro di 202 mm, pesando 68 libbre (30,8 kg), mentre il cannone stesso pesava 4826,2 kg. Il cannone aveva una velocità alla volata di 481 m/s e una gittata di 2900 m all'elevazione di 12°. Il proiettile da 178 mm del cannone a retrocarica Armstrong da 110 libbre pesava invece tra le 107 e le 110 libbre (48,5–49,9 kg). La velocità alla volata era di 350 m/s e all'alzo di 11,25° la gittata massima era di 3700 m. Il cannone da 110 libbre pesava 4318,2 kg. Entrambi i cannoni potevano sparare sia proiettili pieni che cariche esplosive.
L'Achilles fu riallestita tra 1867 e il 1868 con 22 cannoni ad avancarica ad anima rigata da 178 mm e 8 da 203 mm. I cannoni da 203 mm e 18 di quelli da 178 mm furono montati sul ponte di batteria, mentre i rimanenti da 178 mm rimpiazzarono i cannoni da 110 libbre sul ponte superiore. I proiettili del cannone 203/15 pesavano 175 libbre (79,4 kg) mentre il cannone stesso pesava 9 tonnellate imperiali (9,1 t). Aveva una velocità alla volata di 430 m/s che si diceva abbastanza per poter attraversare una corazzatura da 244 mm di ferro battuto. Il cannone da 178 mm pesava 6,5 tonnellate imperiali (6,6 t) e sparava un proiettile da 112 pounds (50,8 kg). Fu riportato poter penetrare una corazzatura da 196 mm.
Nel 1874 la nave fu riallestita con 16 cannoni ad anima rigata ad avancarica da 229 mm per rimpiazzare 4 dei 203 mm e 20 dei 178 mm. 14 dei cannoni da 229 mm furono montati sul ponte di batteria e altri due rimpiazzarono i cannoni da 178 mm come cannoni di caccia. I due rimanenti cannoni da 178 mm rimasero nella loro posizione sul cassero. Siccome i cannoni da 229 mm erano decisamente più grossi dei precedenti, i portelli dei cannoni doverono essere allargati. Il proiettile da 229 mm pesava 254 libbre (115,2 kg) mentre il cannone stesso pesava 12 tonnellate imperiali (12 t). Aveva una velocità alla volata di 430 m/s, sufficiente per penetrare una corazzatura da 287 mm.

### Corazzatura
La nave ebbe una cintura corazzata al galleggiamento di ferro battuto per tutta la lunghezza della nave. A centro nave era spessa 114 mm per una lunghezza di 64,6 m e si sfinava fino allo spessore di 64 mm all'estremità. La corazzatura si estendeva per 1,7 m sotto alla linea di galleggiamento. Il ponte di batteria era protetto da fasciame rinforzato di 114 mm per una lunghezza di 64,6 m. Come protezione contro il tiro di traverso, il fasciame rinforzato era protetto all'estremità da paratie trasversali da 114 mm.

## Costruzione e servizio
L'Achilles, chiamata come l'eroe mitologico greco, fu ordinata il 10 aprile 1861 all'arsenale di Chatham. Fu la prima nave di ferro costruita presso un arsenale reale e la sua costruzione fu rallentata dal bisogno di acquisire tutti i macchinari necessari alla costruzione in metallo e all'addestramento dei lavoratori. La nave fu impostata il 1 agosto 1861 in un bacino e fu fatta galleggiare, piuttosto che varata, il 23 dicembre 1863. L'Achilles fu completata il 26 novembre 1864 al costo di 469 572 £.
Servì nella Channel Fleet fino al 1868. Dopo un raddobbo e un riallestimento, l'Achilles divenne la nave di guardia alla base di Portland fino al 1874, quando fu nuovamente raddobbata e riallestita. Al suo rientro in servizio, nel 1875, la nave divenne la guardia della base di Liverpool, fino al 1877, quando il capitano William Hewett, già decorato con la Victoria Cross, ne prese il comando. Nel 1878 la nave fu parte della squadra speciale dell'ammiraglio Geoffrey Hornby che attraversò i Dardanelli nel periodo tra il giugno e il luglio 1878, durante la guerra russo-turca. Nell'ottobre 1879 l'Achilles ebbe una collisione accidentale con l'ammiraglia della Mediterranean Fleet, l'HMS Alexandra, ma danneggiò solo leggermente l'elica dell'altra nave. Nel 1880 la nave fu riunita alla Channel Fleet e disarmata nel 1885.
Fino all'aprile 1901 la nave fu lasciata derelitta presso l'Hamoaze, estuario del fiume Tamar, vicino a Plymouth, quando fu destinata a Malta come nave magazzino. Nel 1902, per liberare il nome per un nuovo incrociatore corazzato, l'Achilles fu ribattezzata Hibernia. Nel marzo 1904 fu ribattezzata Egmont e rimase a Malta fino al 1914, quando il suo ruolo fu preso dal forte Sant'Angelo. Nello stesso anno fu riportata in patria, a Chatham, dove servì come nave magazzino coi successivi nuovi nomi Egremont (19 giugno 1916) e Pembroke (6 giugno 1919). La nave fu venduta per essere demolita il 26 gennaio 1923 alla Granton Shipbreaking Co..